# Římskokatolická farnost Arnoltice
Římskokatolická farnost Arnoltice (lat. Arnsdorfium) je církevní správní jednotka sdružující římské katolíky na území obce Arnoltice a v jejím okolí. Organizačně spadá do děčínského vikariátu, který je jedním z 10 vikariátů litoměřické diecéze. Centrem farnosti je kostel Nanebevzetí Panny Marie v Arnolticích.

## Historie farnosti
První zmínka o tzv. staré farnosti pochází z roku 1240. Farnost byla obnovena v roce 1647. Od roku 1785 byly v lokalitě vedeny matriky.

### Duchovní správcové vedoucí farnost
Začátek působnosti jmenovaného v duchovní správě farnosti od roku:
- 30. 5. 1670 Georg. Preisler
- 23. 7. 1694 Gabriel Duka
- 18. 12. 1705 Ioann. Müller
- 21. 1. 1721 Josef Kraus
- 27. 10. 1724 Joann. W. Schütz
- 8. 10. 1726 Ioann. Clad. Millroth
- 3. 9. 1731 Ioann. Tittel
- 1. 6. 1733 Philip. Laube
- 13. 1. 1735 Ioann. Franc. Loch
- 24. 2. 1744 Gabriel Klar
- 25. 1. 1753 Josef Hakenschmid
- 6. 8. 1757 Jac. Hayn
- 14. 8. 1771 Car. May
- 27. 7. 1775 Christian Füller, † 25. 10. 1806
- 1806 Franc. Lehmann, † 22. 6. 1812
- 1813 Josef Pohl, n. 16. 10. 1776 Chřibská, o. 8. 9. 1803, † 14. 1. 1857
- 1858 Josef Hauschild, n. 17. 11. 1813 Litoměřice, o. 3. 8. 1840
- 1864 chybí katalog
- 1865 Wenc. Richter, n. 23. 12. 1826 Hennerrsdorf. o. 17. 1. 1850, † 28. 8. 1889
- 1879 Eduard Schwaab, n. 11. 12. 1845 Č. Kamenice, o. 2. 7. 1870, † 16. 9. 1905
- 1891 Josef Tschörch, n. 1. 7. 1845 Vratislavice, o. 23. 7. 1870, † 1. 6. 1921
- 1895 par. vacat, admin. int. Joann. Dvořák
- 1896 Edmund Tobisch, n. 20. 5. 1864 Místo, o. 27. 5. 1888, † 2. 11. 1910
- 1903 Joann. Tomo, n. 19. 6. 1864 Boršov, o. 25. 3. 1888, † 7. 10. 1923
- 1924 Christoph. Spotka, n. 1. 1. 1892 Tachov, o. 15. 7. 1915
- 1. 9. 1946 Vojtěch Bartoš S.J., admin. exc. z Děčína
- 1. 12. 1951 Karel Kvítek, admin. exc. z Děčina
- 20. 6. 1952 Antonín Danišovič OFM, admin. exc. z Děčina
- 15. 2. 1978 Benno Rössler, admin. exc. z Děčina
- 1. 12. 1990 Pavel Jančík, admin. exc. z Děčina
- 1. 10. 1994 Pavel Procházka, admin. exc. z Děčina
- 15. 11.2003 Martin Davídek, admin. exc. z Děčina
- 1. 10. 2005 Antoni Kośmidek, admin. exc. z Děčina
- 16. 8. 2006 Antonín Sedlák, admin. exc. z Děčina
- 1. 7. 2009 Tomáš Kuba, admin. exc. z Děčina; od 1. 2. 2018 admin. exc. in spiritualibus z Děčína
  - 1. 2. 2018 Marcel Hrubý, admin. exc. in materialibus ze Srbské Kamenice[3]

Kromě kněží stojících v čele farnosti, působili ve farnosti v průběhu její historie i jiní kněží. Většinou pracovali jako farní vikáři, kaplani, katecheté, výpomocní duchovní aj.

## Území farnosti
Do farnosti náleží území těchto obcí:
- Arnoltice (Arnsdorf[p 2])
- Bynovec (Binsdorf[p 2])
- Janov (Johnsdorf[p 2])
- Kámen (Heidenstein[p 2])
- Labská Stráň (Elbleiten[p 2])

## Římskokatolické sakrální stavby na území farnosti
| | Fotografie | Stavba                         | Místo     | Bohoslužby                      | Zeměpisné souřadnice             | Status          | Číslo kulturní památky           |
| Kostel | Kostel     | Kostel                         | Kostel    | Kostel                          | Kostel                           | Kostel          | Kostel                           |
| --- | ---------- | ------------------------------ | --------- | ------------------------------- | -------------------------------- | --------------- | -------------------------------- |
| 1. |            | Kostel Nanebevzetí Panny Marie | Arnoltice | bližší informace o bohoslužbách | 50°50′11″ s. š., 14°15′46″ v. d. | farní kostel    | 14978/5-3562 (Pk•MIS•Sez•Obr•WD) |
| Kaple |            |                                |           |                                 |                                  |                 |                                  |
| 2. |            | Farní kaple                    | Arnoltice | bližší informace o bohoslužbách | 50°50′13″ s. š., 14°15′44″ v. d. | oratoř na faře  | —                                |
| 3. |            | Kaple                          | Bynovec   | bližší informace o bohoslužbách | 50°49′15″ s. š., 14°15′50″ v. d. | hřbitovní kaple | —                                |
| 4. |            | Kaple                          | Janov     | bohoslužby příležitostně        | 50°51′26″ s. š., 14°16′23″ v. d. | hřbitovní kaple | —                                |
| 5. |            | Kaple sv. Jana Křtitele        | Janov     | bližší informace o bohoslužbách | 50°51′32″ s. š., 14°16′1″ v. d.  | obecní kaple    | 28307/5-3911 (Pk•MIS•Sez•Obr•WD) |
| Některé drobné sakrální stavby a pamětihodnosti lze dohledat zde v databázi Drobné sakrální památky Zaniklé sakrální stavby lze dohledat zde v databázi Poškozené a zničené kostely, kaple a synagogy v České republice |            |                                |           |                                 |                                  |                 |                                  |

Ve farnosti se mohou nacházet i další drobné sakrální stavby, místa římskokatolického kultu a pamětihodnosti, které neobsahuje tato tabulka.

## Příslušnost k farnímu obvodu
Z důvodu efektivity duchovní správy byl vytvořen farní obvod (kolatura) farnosti-děkanství Děčín I, jehož součástí je i farnost Arnoltice, která je tak duchovně spravována excurrendo. Po materiální stránce je farnost spravována z farnosti Srbská Kamenice. Přehled těchto kolatur je v tabulce farních obvodů děčínského vikariátu.